# Hourquette d'Ouscouaou
Pour les articles homonymes, voir Hourquette.
La hourquette d’Ouscouaou est un col de montagne pédestre des Pyrénées à 1 870 mètres d'altitude, dans le Lavedan, dans le département français des Hautes-Pyrénées en Occitanie.
Elle relie la vallée de Dabant-Aygues à l’ouest, à la vallée de Lesponne

## Toponymie
Hourquette est un nom féminin gascon /hurketɵ/, dérivé de hourque « fourche », du latin furca. L'idée de fourche est un passage en « V », en principe plus resserré qu'un col et moins marqué qu'une brèche.
En occitan, osque, ouesqua signifie « brèche, entaille ».

## Géographie
La hourquette d’Ouscouaou est située entre le pic de Barran (1 982 m) au nord et le pène Lounque (2 321 m) au sud. Elle surplombe le lac d'Isaby à l’ouest et le lac d'Ourrec à l’est.

## Protection environnementale
Le col fait partie d'une zone naturelle protégée, classée ZNIEFF de type 2 : vallées de Barèges et de Luz.

## Voies d'accès
Le versant ouest est accessible depuis le parking supérieur de la station de Hautacam au col de Tramassel, suivre l'itinéraire du lac d’Isaby.
Sur le versant est, depuis le parking du Chiroulet au fond de la vallée de Lesponne suivre l'itinéraire du lac d'Ourrec. Le sentier démarre près de l'auberge et est marqué jaune. Grimper dans la forêt par un large sentier qui franchit l'Adour de Lesponne par un gué puis une passerelle. Suivre l'Adour par un sentier parfois rude qui sort de la forêt après avoir fait le tour du Pich d'Ouscouaou. On parvient ainsi au lac d'Ourrec sur un petit plateau encaissé entre de hautes éminences.